# Tanyproctus davidis
Tanyproctus davidis är en skalbaggsart som beskrevs av Leon Fairmaire 1886. Tanyproctus davidis ingår i släktet Tanyproctus och familjen Melolonthidae. Inga underarter finns listade i Catalogue of Life.